# Neckera menziesii
Neckera menziesii là một loài rêu trong họ Neckeraceae. Loài này được Drumm. mô tả khoa học đầu tiên năm 1828.